# 名古屋テアトロ管弦楽団/合唱団
名古屋テアトロ管弦楽団/合唱団（なごやてあとろ かんげんがくだん がっしょうだん Teatro-Nagoya）は、主にイタリアオペラを上演することを目的としたアマチュアのオーケストラと合唱団。愛知県（名古屋市・東海市・大府市等）を中心に活動を行う。2015年12月3日設立。

## 活動概要
アマチュアのオーケストラと合唱団の両方が一緒に企画運営し、年に1回のオペラ公演を開催。名古屋近郊で活躍もしくは、地元出身のソリストを迎えて共演。オーケストラ、合唱団ともにプロ演奏家も一部団員として参加している。2015年12月に設立し、翌年2016年の7月30日には第1回の合同練習を開催。
2017年3月5日に武豊町民会館（ゆめたろうプラザ）にて「知多半島 春の国際音楽祭2017」に参加。指揮者に中村暢宏、ゲストにヴァイオリンの水野紗希を迎え「復興への祈りと鎮魂～イタリアオペラと共に」と題してチャリティーコンサートを開催。これが実質的な旗揚げ公演となった。
同年、7月2日に設立記念公演「イタリアオペラ・ガラ・コンサート」を開催。指揮者に佐藤正浩、金管バンダに京都ファインアーツ・ブラス、男声合唱賛助としてグランフォニックを迎えて盛大に開催された（公式入場者数：858名）。前年に竣工となった東海市芸術劇場の大ホールで開催され、以後、オペラの本公演はこの劇場で毎年開催される。
同年、12月10日には、名古屋市東区のカトリック布池教会にて「クリスマス＆チャリティーコンサート」を開催。大聖堂では初の本格的な演奏会であり、公式入場者数：527名の観客を集めた。義援金の総額は、241,863円となり、支援先である宮城「八木山オリーブの会」を通して亘理教会の聖堂改築費用に充てられた。
2018年7月1日に、第1回公演「トゥーランドット」を開催。東海児童合唱団、金管バンダにアンサンブル・エルンストを加え、総勢200名を超す出演者となった（公式入場者数：903名）。
2019年6月17日に、第2回公演「アンドレア・シェニエ」を開催。愛知県での全幕上演は1995年の藤原歌劇団の公演以来、24年ぶりとなった。急遽変更となったジェラール役には須藤慎吾が出演した（公式入場者数：719名）。
同年、10月20日、愛知県芸術劇場コンサートホールにて、男声合唱団「グランフォニック」の第16回定期演奏会に賛助出演し、3rd Stageで「レ・ミゼラブル抜粋」を共演した（公式入場者数：1,110名）。
2020年7月に開催予定だった第3回公演「トスカ」は、新型コロナウイルス感染症の影響により中止され、約3か月間の活動中止を余儀なくされた。延期公演は翌2021年7月11日に開催されたが、コロナ禍での開催となり、客席を半分にしてチケット販売された（公式入場者数：402名）。ステージの出演者はソリストと一部の管楽器奏者を除き、全員マスクを着用したが、特に合唱団は衣装と同化した「歌えるクリアマスク」で登場し、万全のコロナ対策とともに工夫を凝らした演出を行った。舞台監督・構成：礒田有香（アトリエゆえ）
2022年7月24日に、第4回公演「カヴァレリア・ルスティカーナ」「道化師」を開催。両作品の愛知県での同時上演は、2009年3月の名古屋芸術大学オペラ公演以来13年ぶり。（公式入場者数：697名）
2023年7月16日に、第5公演「ラ・ボエーム」を開催。（公式入場者数：646名）
2024年7月7日に、第6公演「椿姫」を開催。（公式入場者数：899名）
2025年7月6日に、創立10周年記念 第7公演「トゥーランドット」を開催。（公式入場者数：936名）

## オペラ公演・コンサート年表
- 2017年3月5日（日）：「知多半島 春の国際音楽祭2017」[1][2]に出演
- 2017年7月2日（日）：名古屋テアトロ管弦楽団/合唱団 設立記念「イタリアオペラ・ガラ・コンサート」[3]
- 2017年12月10日（日）：カトリック布池教会「クリスマス＆チャリティーコンサート」[4]～復興への祈りと鎮魂～オーケストラと合唱で灯す希望の光 開催

- 2018年7月1日（日）：名古屋テアトロ管弦楽団/合唱団　第1回公演 Ｇ.プッチーニ「トゥーランドット」全3幕[5][6][7][8][9]
- 2019年6月16日（日）：名古屋テアトロ管弦楽団/合唱団　第2回公演 U.ジョルダーノ「アンドレア・シェニエ」全4幕[10][11][12]
- 2019年10月20日（日）：グランフォニック第16回定期演奏会「レ・ミゼラブル」[13]に賛助出演
- 2021年7月11日（日）：名古屋テアトロ管弦楽団/合唱団　第3回公演 Ｇ.プッチーニ「トスカ」全3幕[14][15][16]
- 2022年7月24日（日）：名古屋テアトロ管弦楽団/合唱団　第4回公演 「カヴァレリア・ルスティカーナ」「道化師」[17][18]
- 2023年7月16日（日）：名古屋テアトロ管弦楽団/合唱団　第5回公演 Ｇ.プッチーニ「ラ・ボエーム」全4幕
- 2023年11月18日（土）：南山教会コンサート開催 レクイエム(フォーレ)を演奏
- 2024年7月7日（日）：名古屋テアトロ管弦楽団/合唱団　第6回公演 Ｇ.ヴェルディ「椿姫」全3幕
- 2025年7月6日（日）：名古屋テアトロ管弦楽団/合唱団　第7回公演 Ｇ.プッチーニ「トゥーランドット」全3幕

## 客演指揮者・トレーナー

### 客演指揮者
- 辻　博之（2023年～）

- 佐藤正浩（2018年～2022年）
- 中村暢宏（2017年）

### 副指揮者
- 中村貴志（2024年～）
- 柴田慎平（2023年）

### コレペティ
- 山本敦子（2023年～）

### トレーナー
- 小島岳志（オペラ全般）
- 井村誠貴（オペラ全般）
- 中村貴志（オペラ全般）
- 中村暢宏（オケトレーナー）
- 富久田治彦（オケトレーナー）
- 山本直人（オケトレーナー）
- 柴田　祥（オケトレーナー）
- 長縄洋明（オケトレーナー）
- 石橋尚子（弦楽器トレーナー）
- 酒井敬彰（弦楽器トレーナー）
- 吉鶴洋一（弦楽器トレーナー）
- 石田　正（管楽器トレーナー）
- 上井雅子（合唱トレーナー）
- 大久保亮（合唱トレーナー）
- 西畑佳澄（合唱トレーナー）

## ソリスト・賛助出演

### ソリスト（キャスト）
- Sp：平野雅代・伊藤 晴・二宮咲子・井口侑奏・宇多村仁美・上井雅子・基村昌代・加藤恵利子
- Ms：成田伊美・相可佐代子・大田亮子・加藤久子
- Tn：岡田尚之・宮崎智永・安賜勳ヨハネス・井原義則・大久保 亮・上ノ坊航也・田中 準・坂本 肇・鈴木泰雄
- Br：増原英也・須藤慎吾・桝 貴志・初鹿野剛・森 寿美・鈴木健司・中原 憲・上田 賢
- Bs：伊藤貴之・林 隆史・森 翔悟

### 賛助出演
- 東海児童合唱団
- 男声合唱団グランフォニック
- 京都ファインアーツ・ブラス（アイーダ／ラ・ボエーム：金管バンダ）
- アンサンブル・エルンスト（トゥーランドット：金管バンダ）

## 練習会場
【オーケストラ】東海市芸術劇場（ユウナル東海）、東海市しあわせ村、大府市役所など
【合唱】音楽プラザ（金山）、東海市芸術劇場（ユウナル東海）など